# 140 v.Chr.
140 v.Chr. is een jaartal volgens de christelijke jaartelling.

## Gebeurtenissen

### Italië
- Quintus Servilius Caepio en Gaius Laelius Sapiens zijn consul in het Imperium Romanum.

### Egypte
- Publius Cornelius Scipio Aemilianus Africanus leidt een delegatie van Romeinse gezanten naar Alexandrië en wordt voorgesteld aan Ptolemaeus VIII Euergetes.

### Griekenland
- De Griekse astronoom, Hipparchus, legt op Rodos de basis voor de trigonometrie, waaronder driehoeksmeting, gebaseerd op goniometrische functies.
- Hagnotheus wordt benoemd tot archont van Athene. Menecrates is een van de archontes thesmothetai.

### China
- De Chinese edelman, Zhang Qian, vertrekt naar Chang'an en biedt zijn diensten aan bij het hof van Han Wudi. Hij wordt door de keizer aangesteld als commandant van de paleiswacht. De transcontinentale handel floreert langs de Zijderoute, maar wordt bedreigd door de Xiongnu-nomaden.

## Geboren
- Cleopatra IV (~140 v.Chr. - ~112 v.Chr.), koningin van Egypte
- Gaius Julius Caesar Strabo (~140 v.Chr. - ~85 v.Chr., Romeins senator en vader van Julius Caesar
- Lucius Licinius Crassus (~140 v.Chr. - ~91 v.Chr.), Romeins staatsman en redenaar
- Quintus Mucius Scaevola (* ~140 v.Chr. - † ~82 v.Chr.), Romeins staatsman en pontifex maximus
- Salome Alexandra (~140 v.Chr. - ~67 v.Chr.), koningin van de Joodse Hasmonese staat (Israël)
- Tigranes II de Grote (~140 v.Chr. - ~55 v.Chr.), koning van Armenië